# Pteronymia tucuna
Pteronymia tucuna är en fjärilsart som beskrevs av Bates 1862. Pteronymia tucuna ingår i släktet Pteronymia och familjen praktfjärilar. Inga underarter finns listade.